# トランスクリプション
音楽におけるトランスクリプション（英: transcription）とは、曲ないしは音を譜面に起こすこと（楽譜にすること。記譜すること。日本語ではこの意味に相当する表現としては「採譜（さいふ）」がある。）、あるいは譜面に起こされたものである。またトランスクリプションはある楽器（または楽器群）のために書かれた楽曲を、元の楽器とは異なる楽器（または楽器群）での演奏用に再度書くこと、書きなおすこと、も意味し、その意味では編曲（アレンジメント）とほぼ同義語である。
語源、語の構成など
トランスクリプションという概念は、そもそもはトランスクライブ（英: transcribe）という動詞つまり（考えや発話などを、目に見える）文字などにする、という意味の動詞があり、それから派生した名詞形であり、考えや音を（目で見える）文字や印刷などにしたものという意味の用語、（あるいは（視覚的な文字などに）書き起こす、という行為を指す用語）であり、かなり広い領域で使われている用語であり、音楽の領域では（最初の定義文で示したように）、1番目の意味としては譜面に書き起こしたもの（または譜面に書き起こす行為）を指し、2番目の意味としてアレンジという意味で使われている（つまり一旦書かれたものを、また別の形にして書いたもの、あるいは別の形にして書くという行為。）。語源としては、ラテン語の動詞「transcribere」や動詞から派生した名詞「transcriptio」があり、それらの語がフランス語に入り、16世紀にフランス語から英語に入った。元のラテン語のtranscribereは、分解すると　trans（通り抜けて） + scribere（書く）という構成の語である。

## 採譜、記譜
民謡、民族音楽などの音を聴いてそれを楽譜にすることは日本語では採譜と言う。
この意味のトランスクリプションの例としてはバルトークのハンガリー民謡採集、ヴォーン・ウィリアムズのイングランド民謡採集のような、口承民謡の音楽民族学的トランスクリプションがある。
またメシアンは野生の鳥の鳴き声をトランスクリプションして、ピアノのための『鳥のカタログ』などに取り込んだ。
あるいは、楽譜を読んだり書いたりしないで作曲活動をする人はおり（楽譜に書かずに作曲し、そのまま演奏や歌声を録音する人、たとえばポール・マッカートニーなどもそうである）、こうしたミュージシャンの曲の音を耳で聴いて印刷された形に移すのはトランスクライバー（日本語では「採譜職人」「採譜屋」など）の仕事である。

## オートマティック・トランスクリプション（自動採譜）
Several attempts have been made at automatic transcription of music, most of which have qualified for someone's Master's or PhD thesis. However, a collection of the tools created by this ongoing research could be of great aid to musicians. In general, musical recordings are sampled at a given recording rate. Common file formats for storing raw sound on computers are 'wav' (Windows) and 'snd' (Unix). Each of these formats represent sound by digitally sampling. Rates of 44100 Hz are common, (this is the equivalent of CD-quality sound).
音楽の自動記譜のためには、以下の問題が解決されなければならない。
1. Notes must be recognized - this is typically done by changing from the time domain into the frequency domain.  This can be accomplished through the Fourier Transform.  Computer algorithms for doing so are common in signal processing.  The Fast Fourier transform algorithm computes the frequency content of a signal, and is therefore very useful in processing musical excerpts.
2. A beat and tempo need to be detected - this is a difficult, many-faceted problem.  One attempt is recorded in this scholarly article: Simon Dixon Citation